# Dejma (rzeka)
Dejma (ros. Дейма, lit. Deimena, niem. Deime) – rzeka w obwodzie królewieckim.
W mieście Gwardiejsk Pregoła rozdziela się na dwa ramiona, z których lewe kieruje się w stronę Królewca jako Pregoła, a prawe płynie w stronę Polesska jako Dejma i uchodzi do Zalewu Kurońskiego. Koryto Dejmy zostało uregulowane i przesunięte w 1395 roku z rozkazu wielkiego mistrza krzyżackiego Konrada von Jungingena, do dziś w okolicach Tapiawy (Gwardiejska) zachowały się starorzecza. Dejma jest na całej długości żeglowna i stanowi część sieci kanałów wokół rzeki Niemen, a za pomocą Kanału Polesskiego łączy się z rzeką Matrosowką, jednym z ramion Niemna.